# Scream (album d'Ozzy Osbourne)
Pour les articles homonymes, voir Scream.
Albums de Ozzy Osbourne
Black Rain
(2007) Ordinary Man
(2020)
Scream est le 11e album studio d'Ozzy Osbourne sorti le 22 juin 2010 sous Epic Records. L'album était initialement intitulé Soul Sucka  mais Ozzy a décidé de modifier le titre à la suite de l'avis défavorable des fans. La liste des chansons de l'album a été révélée le 29 avril 2010 sur le site officiel ainsi que la pochette.
Il s'agit du premier album d'Ozzy Osbourne à ne pas avoir Zakk Wylde au poste de guitariste, depuis 1988 avec No Rest for the Wicked. Le premier single, Let Me Hear You Scream atteint la 68e position au classement Canadian Hot 100.
Pour promouvoir l'album, un contenu téléchargeable est proposé sur le jeu vidéo Rock Band contenant trois chansons de l'album Scream et trois des plus grands succès d'Ozzy. Let Me Hear You Scream, Soul Sucker et Diggin' Me Down sont les trois titres sortis avec I Don't Wanna Stop, Crazy Babies et No More Tears le 15 juin 2010.

## Liste des titres
| No  | Titre                  | Crédit(s)                                 | Durée |
| --- | ---------------------- | ----------------------------------------- | ----- |
| 1.  | Let It Die             | Ozzy Osbourne, Kevin Churko, Adam Wakeman | 6:05  |
| 2.  | Let Me Hear You Scream | Ozzy Osbourne, Kevin Churko               | 3:25  |
| 3.  | Soul Sucker            | Ozzy Osbourne, Kevin Churko               | 4:34  |
| 4.  | Life Won't Wait        | Ozzy Osbourne, Kevin Churko               | 5:06  |
| 5.  | Diggin’ Me Down        | Ozzy Osbourne, Kevin Churko, Adam Wakeman | 6:03  |
| 6.  | Crucify                | Ozzy Osbourne, Kevin Churko               | 3:29  |
| 7.  | Fearless               | Ozzy Osbourne, Kevin Churko, Adam Wakeman | 3:41  |
| 8.  | Time                   | Ozzy Osbourne, Kevin Churko               | 5:31  |
| 9.  | I Want It More         | Ozzy Osbourne, Kevin Churko, Adam Wakeman | 5:36  |
| 10. | Latimer’s Mercy        | Ozzy Osbourne, Kevin Churko               | 4:27  |
| 11. | I Love You All         | Ozzy Osbourne, Kevin Churko, Adam Wakeman | 1:04  |

| 12. | One More Time | Ozzy Osbourne, Kevin Churko |  |

| 13. | Jump The Moon | Ozzy Osbourne, Kevin Churko |  |

## Composition du groupe
- Ozzy Osbourne : chants
- Gus G. : guitare
- Rob "Blasko" Nicholson : basse
- Tommy Clufetos : batterie
- Adam Wakeman : claviers